# Paul Double
Paul Double (Winchester, 25 giugno 1996) è un ciclista su strada britannico, che corre per il Team Jayco-AlUla. È professionista dal 2023.

## Palmarès

### Strada
- 2018 (Zappi Racing Team, 3 vittorie)

Volta a la Marina Alta - Pedreguer
Volta a la Marina Alta - Benidorm
Dalle Mura al Muro
- 2022 (MG.K vis Colors for Peace VPM, 1 vittoria)

2ª tappa Tour de Bulgarie (Plovdiv > Troyan)
- 2025 (Team Jayco-AlUla, 1 vittoria)

2ª tappa Settimana Internazionale di Coppi e Bartali (Riccione > Sogliano al Rubicone)

## Piazzamenti

### Grandi Giri
- Giro d'Italia

2025: 98º